# Giant-Size X-Men
A szócikk címe technikai okok miatt pontatlan. A helyes cím: Giant-Size X-Men #1.
A Giant-Size X-Men #1 egy 1975 májusában, a Marvel Comics kiadásában megjelent képregényfüzet, melynek írója írója Len Wein, rajzolója Dave Cockrum. Az alkotópáros története átvezetés volt az eredeti X-Men-sorozat öt éven át tartó stagnálása után az új főhősökkel gazdagított új sorozatba, mely így jelentős mérföldkőnek számít a szuperhős-sorozat megjelenésének történetében.

## A cselekmény
|  | Alább a cselekmény részletei következnek! |

Egy németországi kis hegyi faluban, Winzeldorfban a falu lakosai egy férfit üldöznek. Kurt Wagnert démoni külseje ellenére azonban békés természetű ember, aki egy vándorcirkusz biztonságát hagyta maga mögött, hogy új életet kezdjen. Akrobatikus ügyessége és gyorsasága ellenére a tömeg végül bekeríti. Éppen mikor az egyik falusi karót készülne ütni Wagner szívébe feltűnik az X-Men csapatának alapítója, Xavier professzor és telepatikus képessége segítségével megbénítja az üldözőket. A professzor felajánlja az üldözött férfinak a segítségét, hogy megtanítja neki, hogyan fedezheti fel mutáns-képességeit. Xavier professzor következő állomása Québec, ahol a kanadai kormány különleges ügynökét, Rozsomákot keresi fel, akinek elmondja, hogy sürgősen mutánsokra van szüksége. Rozsomákot ez különösebben nem hatja meg, de a lehetőség miatt, hogy kikerüljön a kormány felügyelete alól, beleegyezik a professzor ajánlatába. Nashville-ben Xavier Vészmadár segítségét kéri. Kenyában egy igen különleges nőhöz fordul, akit képességei miatt a törzsek a vihar istennőjeként tisztelnek. A professzor meggyőzi Ororót, a fiatal nőt aki eddig magát is istennőnek hitte, hogy hagyja el hazáját, mert a világnak máshol is nagy szükség van a képességeire. Ószakában Xavier az erősen nacionalista érzelmű Naptűzzel találkozik. Peter Raszputyint, a Bajkál-tó mellett élő egyszerű parasztfiút szintén sürgető és nehéz választás elé állítja a professzor. Az ifjú szovjet, nehéz szívvel ugyan, de szintén elhagyja szeretett családját, hogy segítsen. Az arizonai Camp Verde-ben élő fiatal apacs, John Proundstar csupán büszkesége miatt hajlandó elfogadni Xavier ajánlatát, annak ellenére, hogy nagy gyűlölet él benne a fehér ember iránt.
Nem sokkal azután, hogy Xavier professzor visszatér westchesteri otthonába az összegyűjtött hét mutánssal, egyik első tanítványa, Scott Summers, Küklopsz is feltűnik és felvilágosítja az új jövevényeket a professzor sietős toborzásának okáról. Eszerint az X-Men csapatának nyoma veszett az utolsó küldetésük során. A mutánsok felkutatására tervezett szerkezet, a Cerebro egy igen erős mutáns jelenlétét észlelte egy kis csendes-óceáni szigeten, Krakoaán. Küklopsz vezetésével Csodalány, Jégember, Angyal, Plazma és Polaris azonnal a helyszínre siettek, ahol valami vagy valaki megtámadta őket. Küklopsz a támadás után a csapat repülőgépén tért magához minden emléke nélkül, hogy mi is történt a szigeten, ráadásul társaival együtt rejtélyes módon mutáns-képességei is eltűntek. A repülő robotpilótája visszavezette a gépet a professzor westchesteri iskolájába, ahol Küklopsz véletlenül majdnem megölte Xavier professzort, mikor a szeméből áradó opti-sugarak ismét visszatértek, erősebben, mint bármikor azelőtt. Mialatt Küklopsz az iskolában maradt, hogy kipihenje magát, Xavier körbejárta a világot, hogy összegyűjtse azokat a mutánsokat akik kiszabadíthatják tanítványait. Mikor Küklopsz befejezi az előzmények ismertetését és a küldetés célját, az X-Men felkutatását, a professzor által összegyűjtött új csapatban máris vita éleződik ki. Naptűz először nem hajlandó kockáztatni az életét mutáns fajtársaiért, de végül mégis csatlakozik a mentőcsapathoz, bár indokait nem hajlandó megosztani a többiekkel.
A szigetre érve a csapat kétfős csoportokra osztva kezdi keresni az eltűnt X-Maneket. Küklopszra és Proundstarra, azaz Viharmadárra a sziget növényzete támad rá, Rozsomák és Vészmadár óriási rákokkal kényszerül viaskodni, a Kolosszus és Vihar kódnevet felvevő Peter Raszputyint és Ororót sziklák, Naptüzet és az Árnyék nevet használó Wagnert pedig madarak támadják meg. A csapat végül egy ősi kőtemplomnál egyesül ismét, ahová mintha valami szándékosan terelte volna őket. A templom belsejében rátalálnak az eltűnt X-Men csapatának tagjaira, akikre gyökerek és indák tapadnak melyek kiszívják azok minden erejét.
Mikor a mentőcsapatnak sikerül kiszabadítania az X-Men tagjait, azok azonnal kezdenek magukhoz térni és Angyal rögtön kérdőre is vonja Küklopszot, hogy miért jött vissza értük a szigetre. A mutáns ugyanis, amit a csapat a szigeten észlelt a Cerebróval maga a sziget volt, ami az elfogott X-Men csapattagok mutáns-erejéből táplálkozott. A következő pillanatban a földből egy hatalmas teremtmény emelkedik ki és telepatikusan emlékképekkel árasztja el a mutánsokat. A lény gondolataiból kiderül, hogy egy kísérleti atomrobbantás sugárzása változtatta meg a szigetet és olvasztotta össze annak flóráját és faunáját egyetlen intelligens élőlénnyé. A sziget, Krakoa szándékosan engedte szabadon Küklopszot, hogy még több mutánst hozzon akikből táplálkozhat és telepatikusan ő utasította Xavier professzort is az új mutánsok felkutatására. Krakoa rátámad a mutánsokra, akik a legkisebb kárt sem képesek tenni a szörnyetegben. A harcba telepatikusan Xavier is bekapcsolódik és új utasításokat küld tanítványainak. Küklopsz, Plazma és Vihar felerősítik Polaris mágneses erejét, aki a Föld mágneses erővonalait felhasználva a világűrbe löki az egész szigetet. A keletkezett hatalmas örvény elől csak nehezen sikerül megmenekülnie a két csapatnak, de a kalandot végül mindenki szerencsésen túléli.

## A füzet megszületése
Az 1963 szeptemberében indult X-Men-sorozat eladási mutatói 1970-re már annyira alacsonyak voltak, hogy a Marvel a sorozat megszüntetése mellett döntött. A döntést azonban éppen akkor hozták meg, mikor az eladások ismét emelkedni kezdtek, melynek oka az volt, hogy az összesített adatok csupán majdnem egyéves késéssel állhattak a kiadó rendelkezésére. A Marvel a sorozat tervezett újraindításáig, hogy fenntartsa az olvasók érdeklődését a füzet régi történeteit adta ki ismét, így a mutánscsapat ez időszaka alatt csupán vendégszerepekben tűnt fel új történetekben más szuperhősök kiadványaiban.
Az X-Men hullámzó népszerűségével egy időben azonban az 1970-es évek elején a Marvel képregényei egyre növekvő olvasótáborra tettek szert a tengerentúlon. A füzetek külföldi terjesztője Al Landau és Transworld nevű kiadója volt. A Marvel egyik tárgyalásán, melyen többek között Stan Lee és Roy Thomas is jelen volt, Landau felvetette az ötletet, hogy marketing és eladási szempontból nemzetközileg jövedelmező lenne egy olyan szuperhőscsapatot megalkotni, melynek tagjai különböző, elsősorban a Marvel szempontjából nagyobb olvasótáborral rendelkező országokból származnának. Roy Thomas az X-Men csapatát javasolta erre a célra, hiszen a füzet népszerűsége az Egyesült Államokban is éppen nőni kezdett mikor megszüntették azt. Az ötletet elfogadta a kiadó, azonban a megvalósítás még váratott magára. Roy Thomas egyik korai ötlete szerint az eredeti csapat két tagja, Küklopsz és Csodalány egy hatalmas, felhőtakaróval álcázott repülő szerkezettel utazták volna a Földet, hogy új csapattagokat gyűjtsenek. A füzet megújítását célzó munkálatok már 1973 végén elkezdődtek. Roy Thomasnak időközben nem volt elég ideje, hogy a füzettel foglalkozzon, így Mike Friedrich-et kérték fel írónak, de a sorozat újraindítása továbbra is húzódott. Miután Friedrich időközben megvált a Marvel csapatától a történet írója végül Len Wein lett. Ezzel egy időben a sorozat leendő rajzolója, Dave Cockrum több vázlatot is benyújtott a lehetséges új szereplőkről. Az X-Men új, nemzetközi szereplőket felvonultató csapata végül 1975 májusában, a Giant-Size X-Men első számában mutatkozott be, mely borítóján a Halásos genezis (Deadly Genesis) címet viselte.

### Régi és új szereplők
A füzetben az 1963-ban Stan Lee és Jack Kirby által megalkotott eredeti csapatnak egy szereplő kivételével minden tagja, így Charles Xavier professzor, Küklopsz, Csodalány, Jégember és Angyal is feltűnik. Az eredeti X-Men csapatának hiányzó szereplője, a Bestia ugyan a füzet borítóján és első oldalán is látható, de magának a történetnek nem szereplője. A Bestia a még az 1972 márciusában megjelent Amazing Adventures 11. számában vált ki a csapatból, majd néhány önálló történet és vendégszereplés után, az X-Men újraindításával szinte egy időben, az Avengers című sorozatnak lett állandó szereplője és a Bosszú Angyalai nevű szuperhőscsapatnak a tagja. Az Arnold Drake és Don Heck által 1968 és 1969 között megalkotott Polaris és Plazma, akik korábban csak visszatérő mellékszereplők voltak és nem a csapat aktív tagjai az X-Men eredeti tagjaival együtt estek Krakoa fogságába.
A Xavier professzor által összegyűjtött mutánsok közül többen szintén nem először tűntek szerepeltek a füzetben. A Roy Thomas és Werner Roth által 1967 januárjában, az X-Men 28. számában bemutatott Vészmadár első szereplése óta többször is feltűnt már a sorozatban. Roy Thomas egy másik teremtménye, Naptűz Vészmadár után három évvel, az X-Men 64. számában mutatkozott be. Thomas a japán Naptüzet annak megalkotásakor az X-Men új tagjának szánta, de ezt végül Stan Lee, a Marvel főszerkesztője és a csapat megalkotója nem hagyta jóvá. Fél évvel a Giant-Size X-Men első számának megjelenése előtt, 1974 októberében, az Incredible Hulk 180. számának oldalain mutatkozott be a Len Wein és id. John Romita által megalkotott Rozsomák, akinek megtervezésekor már szempont volt, hogy az X-Men újraindításakor is felhasználható szereplő legyen. Dave Cockrum Rozsomák megjelenésén már ekkor több finomítást is végrehajtott Romita eredeti terveihez képest.